# Directive retour
Pour un article plus général, voir Politique commune de l'immigration.
Lire en ligne

Directive 2008/115/CE du parlement européen et du conseil  relative aux normes et procédures communes applicables dans les États membres au retour des ressortissants de pays tiers en séjour irrégulier, vol. 348, 16 décembre 2008 (lire en ligne)

La directive sur le retour des étrangers en situation irrégulière (communément appelée directive retour), adoptée par le Parlement européen le 18 juin 2008, est un texte qui fixe des règles communes en matière d'expulsion des étrangers en situation irrégulière par les États membres, ultérieurement transposées dans le droit national de chacun des États. Elle ne concerne pas la manière dont un droit de séjour doit être attribué aux ressortissants de pays tiers ni les conséquences du séjour irrégulier. 

## Origines
Une dizaine de règlements et de directives européennes ont eu pour objet de normaliser la politique d’asile et d’immigration des états membres comme cela a été décidé au sommet européen de Tampere en 1999. Cette politique devait comprendre l’intégration des immigrés en situation régulière, la protection des demandeurs d’asile et des réfugiés, et la gestion des frontières pour lutter contre l’immigration irrégulière. Mais après le 11 septembre 2001, l'accent a surtout été mis sur le volet sécuritaire (fermeture des frontières et éloignement) : directive sur la « reconnaissance mutuelle des décisions d’éloignement » en 2001, « Programme d’action en matière de retour » en 2002, création de l’agence Frontex en 2004. 
Le « Programme d’action en matière de retour » qui prévoyait l’élaboration de normes communes applicables au renvoi des étrangers est à l'origine de la directive retour. La première proposition de texte en 2005 vise à « définir des règles communes claires, transparentes et équitables en matière de retour, d’éloignement, de recours à des mesures coercitives, de garde temporaire et de réadmission, qui prennent pleinement en compte le respect des droits de l’homme et des libertés fondamentales des intéressés  ».

## Mesures
Son objectif principal est d'encourager les retours aidés (« retour volontaire ») des immigrés en situation irrégulière, et prévoit leur retour forcé dans le cas contraire. La directive limite les conditions et la durée la rétention avant expulsion, prévoit des garanties de recours, d’aide juridique et de soins médicaux, et la possibilité de prononcer une interdiction du territoire communautaire (ITF).  Les mineurs en situation irrégulière peuvent aussi être placés en rétention, « en dernier ressort », avant leur expulsion.  
La directive impose aux États membres de prendre une décision de retour à l'encontre des demandeurs d’asile déboutés, avec des possibilités d'exception limitées, malgré les nombreux obstacles juridiques, humanitaires, techniques ou politiques qui peuvent rendre cet éloignement impossible.  
Le préambule du texte précise que cette « politique de retour efficace » doit être conduite de façon que les « personnes concernées soient rapatriées d’une façon humaine et dans le respect intégral de leurs droits fondamentaux et leur dignité » . Les États sont par ailleurs tenus, lorsqu’ils appliquent cette directive, de respecter la Charte des droits fondamentaux.  

## Transposition
L’article 79 du Traité de Rome donne à l’Union la mission de mettre en œuvre une « politique commune de l’immigration » visant notamment à prévenir « l’immigration illégale », ce qui permet au Parlement et au Conseil d’adopter les mesures jugées utiles selon la procédure législative ordinaire, mais elle n’exerce qu’une compétence d’harmonisation : l'Union ne peut pas empiéter sur la compétence pénale des États membres en matière de migration (exception faite des sujets liés à la traite des êtres humains). Les règles communes doivent donc être transposées par les États membres dans leur droit national. 

### France
La directive est mise en œuvre dans le droit français par la loi Besson en 2011,,, qui crée aussi les « interdiction de retour sur le territoire français » (IRTF) d'une durée maximale de cinq ans, prononcée à la discrétion de l'administration contre tout étranger faisant l'objet d'une mesure d'éloignement,.

### Italie
La directive a été transposée dans le droit italien par la loi sécurité intérieure et immigration du gouvernement Berlusconi IV, avec des réglementations dont la  compatibilité avec la directive retour a été mise en cause.

## Évaluation

### Par la Commission et le Parlement
L’article 19 de la directive prévoit que la Commission fait un rapport sur son application tous les trois ans, à compter de 2013. Un premier rapport est publié en 2013, le second en 2019.  
En 2014, la Commission se félicite que la directive ait « contribué à la convergence – et d’une manière générale à une réduction – des durées de rétention maximales dans l’ensemble de l’Union »,, mais un an plus tard, en pleine crise migratoire résultat de la guerre civile syrienne, la Commission adopte à l’invitation du Conseil européen un « Plan d’action de l’UE en matière de retour »  qui durcit les conditions d'expulsion, et indique que les étrangers peuvent être enfermés dans un centre de rétention « tant qu’une perspective raisonnable d’éloignement existe ». En mars 2017 la commission regrette que les taux de retour effectif restent trop faibles, et demande que la politique de retour soit mieux mise en œuvre et que les États   évitent « toute utilisation abusive des droits et des procédures », faisant passer au second plan les garanties procédurales.  
Le rapport 2019 du Parlement européen sur la mise en œuvre de la directive regrette que la deuxième évaluation n'ait pas été menée dans les délais prévus par la directive. Il insiste sur la nécessité de renforcer la coopération entre les États et d’appliquer des procédures de retour respectant les droits fondamentaux, notamment la protection des mineurs et le principe de non-refoulement.

### Critiques
La directive limite la durée de rétention à six mois dans les États membres où elle pouvait être plus longue (elle était même illimitée dans sept pays, dont les Pays-Bas et la Suède). Elle a cependant été très critiquée, et même surnommée « directive de la honte » par ses détracteurs,, d’une part parce que ce plafond est dénoncé comme trop élevé, d’autre part parce que les garanties indiquées ne sont pas correctement mises en place par les États membres.  
La directive a fait l'objet de réactions indignées de plusieurs pays d'Afrique et d'Amérique latine. Louise Harbour, haut commissaire aux droits de l'homme, y a vu une illustration des « approches de plus en plus restrictives et souvent punitives que les pays développés mettent en place envers l'immigration », avec un « recours excessif à la détention ». 

## Évolution

### En 2019
En 2018, la Commission présente sa proposition de « refonte » de la directive retour. Elle conseille notamment d'accroître les retours vers les pays d'origine en développant des accords de coopération avec ces pays, articulés avec une politique de délivrance des visas. La commission identifie d'autres difficultés : l'hétérogénéité des pratiques d’un État membre à l’autre qui  « donne lieu à la fuite de migrants en situation irrégulière et à des mouvements secondaires », « le manque de coopération » des personnes qu'il s'agit d'expulser, et des défaillances administratives et techniques qui empêchent les États « d’échanger rapidement les informations nécessaires en vue de procéder aux retours ». Plusieurs mesures durcissent la directive de 2008 : soumettre les personnes en instance d’éloignement à une « obligation de coopérer » à la procédure ; utiliser davantage la rétention administrative dont la durée totale devrait être supérieure à 3 mois ; développer l'utilisation de technologies de fichage et de surveillance en relation avec l'agence Frontex ; accélérer l'expulsion des demandeurs d’asile déboutés à la suite d’une procédure d’asile se déroulant dans un hotspot frontalier. La Cimade s'inquiète de ce texte qu'elle qualifie de « recul sans précédent du cadre de protection des droits fondamentaux des personnes migrantes ». En juin 2019, le Conseil publie une position de négociation partielle sur la révision de la directive concernant tous les aspects de la révision proposée sauf la procédure de demande d'asile à la frontière, laquelle est examinée dans le cadre d'un règlement spécifique sur les procédures d'asile. La tentative de révision échoue.

### En 2024
Ursula von der Leyen, « cédant à la pression de la droite et de l’extrême droite », annonce en octobre 2024, avant même l'entrée en vigueur des dispositions du Pacte sur la migration et l'asile d'avril 2024, que la Commission européenne va proposer une nouvelle législation pour faciliter les expulsions. Il s'agit notamment d'établir une reconnaissance mutuelle des décisions prises par les différents États, et de développer des accords avec les pays d’origine et de transfert, comme la Mauritanie, le Sénégal et l'Égypte, sur le modèle de ceux qui existent déjà avec la Libye et la Tunisie.

## Documents
- « Directive 2008/115/CE du parlement européen et du conseil  relative aux normes et procédures communes applicables dans les États membres au retour des ressortissants de pays tiers en séjour irrégulier », 16 décembre 2008 (consulté le 23 novembre 2024)
- Parlement européen, « Rapport sur la mise en œuvre de la directive sur le retour », 2019
- Cour des comptes, « La Politique de Lutte contre l'Immigration Irrégulière » [PDF], janvier 2024
- Le Conseil d'État, « Directive Retour », sur Conseil d'État, 21 mars 2011 (consulté le 22 octobre 2024)